# (2461) Clavel
(2461) Clavel (1981 EC1; 1955 SN2; 1955 UJ; 1955 VG; 1972 TH9; 1976 JM1; 1978 UM2) ist ein ungefähr 26 Kilometer großer Asteroid des äußeren Hauptgürtels, der am 2. November 1975 vom belgischen Astronomen Henri Debehogne am La-Silla-Observatorium auf dem La Silla in La Higuera in Chile (IAU-Code 809) entdeckt wurde.

## Benennung
(2461) Clavel wurde anlässlich ihres 100. Geburtstages am 13. April 1991 nach Gustavine Clavel benannt.